# Ministère des Ressources naturelles et de l'Environnement de la fédération de Russie
Le ministère des Ressources naturelles et de l'Environnement de la fédération de Russie (russe : Министерство природных ресурсов и экологии Российской Федерации), abrégé en Minprirody Rossi (en russe : Минприроды России) est une agence gouvernementale du Cabinet russe chargée de gérer les ressources naturelles du pays et de protéger l'environnement. Le premier ministre était Iouri Troutnev.
Le ministre actuel est Alexandre Kozlov, nommé en novembre 2020.

## Histoire
L'ancêtre du ministère des Ressources naturelles et de l'Environnement est le Service d'État des mines et de la géologie, créé par Pierre le Grand le 2 octobre 1700. Après l'effondrement de l'Union soviétique, le ministère de l'Environnement et le ministère des Richesses naturelles ont été créés le 14 août 1996. Ils ont été fusionnés pour former le ministère des Richesses naturelles et de l'Environnement le 28 mai 2008,,.

## Activités
Le ministère des Richesses naturelles et de l'Environnement est responsable de la création et de l'application des politiques et des réglementations relatives à l'environnement, y compris la conservation, la régénération, la foresterie et la protection de la faune. Il est également responsable de l'exploration, de la gestion et de la conservation des ressources naturelles du pays, y compris la gestion de l'approvisionnement en eau, le développement des gisements minéraux et l'exploration du territoire et du plateau continental du pays. Enfin, le ministère est également chargé de réglementer la sécurité industrielle et énergétique, et surveille les activités géologiques et sismiques et le développement de la police d'État et la réglementation juridique dans les affaires forestières,.

## Départements
- Le Service fédéral de surveillance des ressources naturelles (chef Svetlana Gennadievna Radionova[5],[6],[7])
- Agence fédérale pour l'utilisation du sous-sol
- Agence fédérale des ressources en eau
- Service fédéral d'hydrométéorologie et de surveillance de l'environnement[1]
- Agence fédérale des forêts